# René Zabeau
René Marcel Zabeau (Brussel, 20 februari 1910 – Luik, 21 mei 1941) was een Belgische sergeant tijdens de Tweede Wereldoorlog.
Zabeau was tijdens de Achttiendaagse Veldtocht sergeant in het Fort van Tancrémont. Toen het fort werd ingenomen door de Duitsers, vluchtte hij de bossen in en bleef verder vechten. Pas na de capitulatie werd hij krijgsgevangen genomen. Op 15 juni 1940 werd hij vrijgelaten.
Op 2 februari 1941 werd Zabeau, samen met verschillende soldaten die onder zijn bevel hadden gestaan, gearresteerd en opgesloten in de gevangenis van Saint-Léonard. Zabeau werd er op 16 mei 1940 van beschuldigd een gevangen Duitse soldaat die probeerde te vluchten te hebben neergeschoten. De (Duitse) rechter stelde tijdens het proces dat Duitse soldaten nooit vluchten en veroordeelde Zabeau ter dood. Hij werd op 20 februari 1941 gefusilleerd in de Citadel van Luik.
Zabeau ligt Begraafplaats Sainte-Walburge (Luik) - Ereveld 65-5-12